# Здание Санкт-Петербургского училища глухонемых
Здание Санкт-Петербургского училища глухонемых — памятник архитектуры. Расположен в Санкт-Петербурге, современный адрес дома — набережная реки Мойки, 54 (48-50-52, литера АВ), университетский корпус 20, Гороховая улица, 18.

## История
Изначально территория этого и соседних участков была занята имением Мусина-Пушкина — Гороховая улица проходила только до Мойки. В 1737 году улицу продлили, через реку перекинули Красный мост. Платона Ивановича Мусина-Пушкина сослали в Соловецкий монастырь за участие в деле Волынского, его родственник Аполлос Эпафродитович не занялся застройкой, и за это имение отобрали указом Елизаветы Петровны. Угловой участок сначала принадлежал А. Б. Бутурлину (сын которого, Пётр Александрович Бутурлин, построил здесь дом в стиле раннего классицизма), потом, с 1797 года — Кусовниковой. С 1817 года дом Кусовниковой выкупила казна для размещения в нём Санкт-Петербургского училища глухонемых.
Первая перестройка для приспособления под училище прошла в 1817—1820 годах с сохранением внешнего облика здания. П. С. Плавов перестроил его ещё раз в 1844—1847 годах, перепланировав дом и надстроив в центре выходящего на Гороховую улицу четвёртый этаж. Он же украсил фасад десятью полуколоннами, сверху которых находится высокий аттик с полуциркульным окном. После этой перестройки здание получило отдалённое сходство со зданием Биржи, из-за чего появились опровергнутые слухи о том, что автором постройки был Тома де Томон.
У дома два корпуса, выходящих на Гороховую и на набережную Мойки.
В начале 1860-х годов на крыше над домовой церковью был установлен бронзовый крест суммарной вышиной 2 метра.
Во время блокады Ленинграда в здании был госпиталь.

## Интерьеры
Продолговатая комната, пред которой была большая рекреационная зала, в третьем этаже дома по Гороховой улице, с 4 окнами на правой стороне, послужила для помещения церкви. На западной стороне её находятся хоры, поддерживаемые 4 деревянными колоннами, а полукруглый деревянный оштукатуренный свод её завершается под железной крышей дома. Престол и жертвенник — деревянные; антиминс священнодействован и подписан митрополитом Михаилом. Запрестольная икона — Распятие Иисуса Христа — писана на холсте глухонемым воспитанником Степаном Сергеевым в 1822 г.; другим воспитанником, Ивашецким, писана в том же году икона Рождества у жертвенника. Алтарь отделялся деревянным одноярусным иконостасом, в котором было 4 иконы: Спасителя, Божией Матери, ап. Павла и св. Александра Невского. На царских вратах — Благовещение и 4 евангелиста; на боковых — Архангелы Михаил и Гавриил; вверху — Тайная Вечеря. Все эти иконы писал художник Васильев (академик А. А. Васильев)

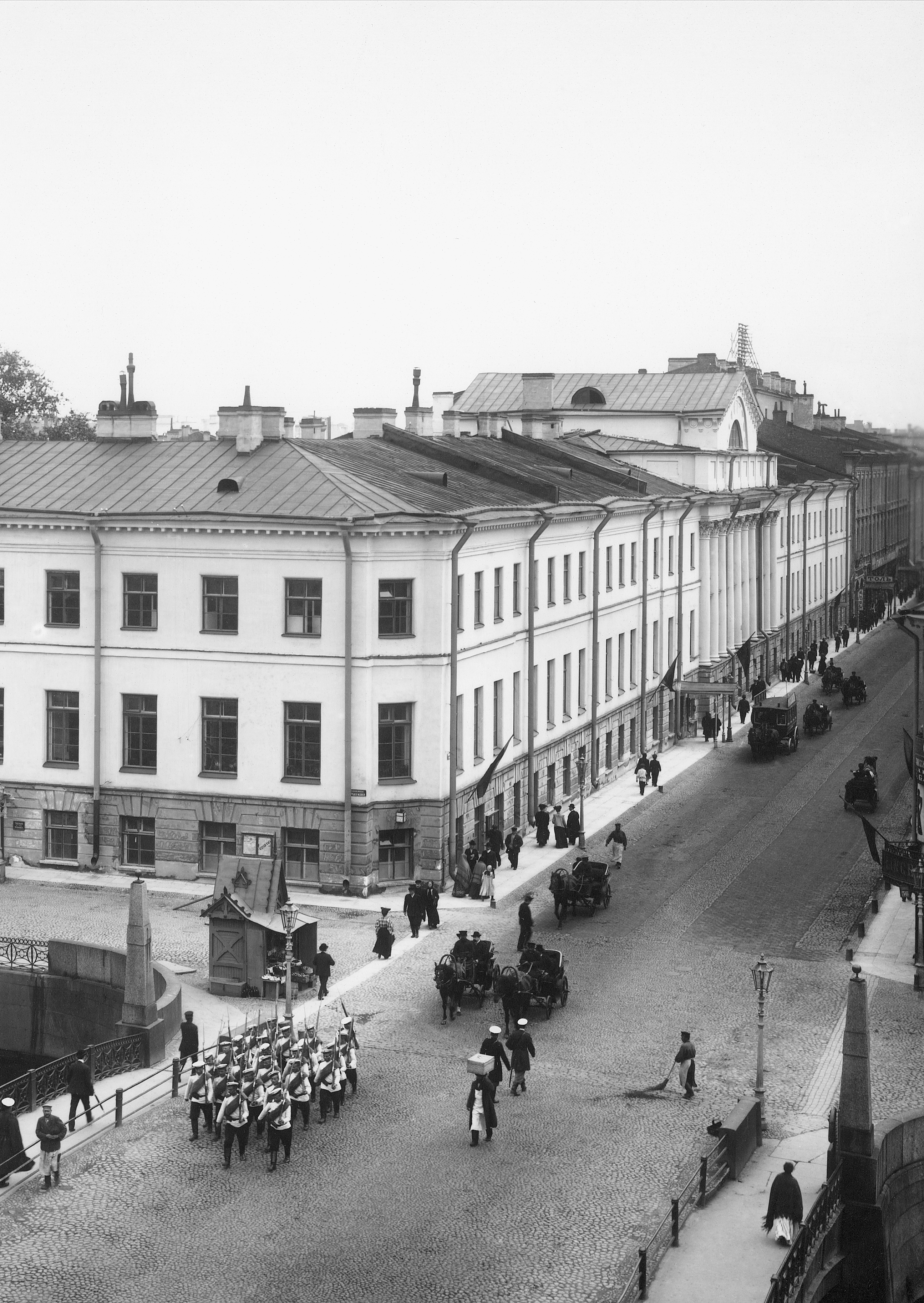
В 1900 году

Внутренняя планировка простая, вдоль главного и дворового фасада расположены два ряда помещений. На первом этаже они перекрыты сводами. Главная лестница характерна для конца XVIII-начала XIX века, её марши опираются на своды, которые поддерживают четыре столба. Большой зал на втором этаже перекрыт коробовым сводом, над ним располагалась церковь (освящена архимандритом Товией 19 февраля 1821 года в честь апостола Павла), в которой сохранилась отделка Плавова — восемь свободно стоящих ионических колонн, облицованных жёлтым искусственным мрамором, также с коробовым сводом. С трёх сторон вокруг зала расположены хоры, опирающиеся на кронштейны интересного рисунка. 30 июня 1840 года в помещении церкви случился пожар, до 14 мая 1847 года богослужения проходили в главном зале.
После 1917 года церковь стала приходской, в марте 1918 года имущество храма было передано её общине. В августе того же года в виду особенностей богослужений, предназначенных для глухих, храм был признан не подлежащим закрытию, несмотря на два вышедших декрета, повлёкших ликвидацию многих церквей. Директор училища Янковский был осуждён за «сокрытие церковных ценностей при церкви института глухонемых». Коллектив расположенной напротив центральной государственной фабрики производства одежды им. Володарского на собрании 31 января 1923 года был обеспокоен продолжением богослужений и в течение полутора месяцев выселил Янковского и его дочь из служебной квартиры, уволил священника и в итоге добился закрытия церкви, несмотря на ранее данное разрешение, так как данные обследования Отдела управления Петроградского губернского исполкома в апреле 1922 года показали отсутствие специфических, вроде общения мимикой, особенностей богослужений. Помещение было отдано под клуб, потом в нём была библиотека филологического факультета, после переезда факультета помещение было заброшено.
С 1996 года Государственный педагогический университет им. А. И. Герцена вновь предоставил помещения под церковные богослужения, первая литургия состоялась 16 ноября 1997 года. Регулярные богослужения начались с сентября 1999 года, с 2001 года раз в месяц проходят богослужения для глухонемых.